# Лакримас Профундере
Лакримас Профундере (на латински: Lacrimas Profundere) е готик метъл група от Германия. Името им означава на латински „да роня сълзи“. Тяхната стилистична естетика се променя с течение на времето – първоначално готик метъл група, вкоренена в смъртта, те опростяват стила си до по-масовия мелодичен дуум метъл/дет метъл в по-късните си албуми, преди да се върнат към своите готически корени в последния им албум.

## История
Лакримас Профундере е основана през 1993 г. от китариста Оливър Николас Шмид, малко след това брат му Кристофър се присъединява към проекта. Участващите музиканти се сменят няколко пъти по време на активността на групата. Само Оливър Николас Шмид остава като постоянен член на групата. През 1995 г. излиза дебютният албум …And the Wings Embraced Us, който носи първоначалната слава на групата. В албума се залага на класическото инструментално свирене на цигуларката Аня Хьотцендорфер. Албумът получава няколко, но положителни отзива, които са сходни с отзивите за албума My Dying Bride. Албумът обаче привлича достатъчно популярност за издаването на втория албум La Naissance D'Un Rêve на швейцарския независим лейбъл Witch Hunt Records. Вторият албум на Лакримас Профундере получава малко внимание в музикалните среди. Въпреки това е сключен договор с Napalm Records, който издава третия през 1999 г. студиен албум, Memorandum. Сътрудничеството с Napalm Records запазва групата в продължение на години и генерира нарастваща популярност. Memorandum дава на групата положителен международен прием и ѝ позволява да постигне успех в Южна Америка и Япония, където те участват на различни фестивали.
С четвъртия студиен албум, Burning: A Wish, издаден през 2001 г., групата прави трайна промяна в стила си към тъмен рок. Burning: A Wish е приет положително в международен план и успява да разшири популярността, изградена с Memorandum. С албума Fall, I Will Follow, който е издаден през 2002 г., Профундере надгражда върху успеха, а албумът е поставен в международните музикални списания като албум на месеца. Следват изяви с групите Paradise Lost и Amorphis. Установената популярност довежда групата до публикувания през 2004 г. албум Ave End. Първият заснет музикален видеоклип носи името на албума. Видеото е включено в излъчванията на немски музикални телевизии, особено на VIVA (телевизия в Берлин).
Filthy Notes for Frozen Hearts, издаден две години след Ave End, влиза в немските класациите. Някои от следващите албуми доразвиват този успех. Filthy Notes for Frozen Hearts достига 82-ро място в класациите, Songs for the Last View – 73-то място, а Hope is Here – 30-о място. С Hope is Here Лакримас Профундере прави промяна на визията на лейбъла SPV GmbH, а изданията получават смесени отзиви. Част от критиците описват промените като лишени от разнообразие, докато останалата част са положително настроени към визията. Въпреки това популярността на групата нараства. Групата участва в 29 страни, особено в Азия, Южна Америка и Европа, както и на различни фестивали на метъл и черна сцена. В края на май 2018 г. Николас Шмид обявява, че певецът Роберто Витака е напуснал групата. Появата на фестивала M'era Luna 2018 е последната изява на Витака, който предава палките на своя наследник Джулиан Ларе по време на концерта.
Освен това дългогодишният водещ китарист Тони Бергер, както и ритъм екипът, състоящ се от близнаците Клеменс (бас) и Кристоп (барабани) Шеперле, напускат групата в същия ден.

## Музикален стил
С променящите се музиканти групата все повече променя стила от готик метъл в първите албуми към тъмен рок, наречен Rock'n'Sad, в по-късните албуми. Ранните издания се сравняват с популярни готик метъл групи като My Dying Bride и Anathema, докато изданията от Burning: A Wish нататък биват срвавнявани с тези на групи като HIM и The 69 Eyes. Текстовете са на английски, с изключение на песента Lilienmeer, която се изпълнява на немски, и Priamus, в която се пее на латински.

## Членове

### Настоящи членове
- Джулиън Ларе – вокали (от 2018 г.)
- Оливер Николас Шмид – соло китара, клавир (от 1993 г.)
- Доминик Шолц – барабани (2010 – 2013, 2018 – до сега)
- Илкер Ерсин – бас (2019 – до сега)

### Бивши членове
- Кристофер Шмид – водещи вокали (1993 – 2007)
- Маркус Лапер – бас (1994 – 1999)
- Кристиан Грайсбергер – барабани (1994 – 1996)
- Мануел Ерлих – ритъм китара (1994 – 1995)
- Ева Щьогер – флейта, клавир (1995 – 1997)
- Кристиан Щайнер – клавир (1995 – 2007)
- Аня Хьотцендорфер – цигулка, женски вокали (1995 – 2000)
- Щефан Ранделсхофер – ритъм китара (1996)
- Щефан Айрайнер – барабани (1997 – 1998)
- Марко Прашбергер – ритъм китара (1997 – 2002)
- Лоренц Гемахер – барабани (1998 – 1999)
- Урсула Шмидхамер – арфа (1998 – 2000)
- Вили Вурм – барабани (1999 – 2005)
- Рико Галваньо – бас (2000 – 2003)
- Кристиан Фрайтсмидл – ритъм китара (2002 – 2005)
- Даниел Лехнер – бас (2003 – 2007, 2018 – 2019)
- Корл Фурман – барабани (2005 – 2010)
- Тони Бергер – ритъм китара (2005 – 2018)
- Петер Кафка – бас, беквокали (2007 – 2010), вокал (2007)
- Роб Витака – водещи вокали (2007 – 2018)
- Клеменс Шеперле – бас (2013 – 2018)
- Кристоп Шеперле – барабани (2013 – 2018)

## Дискография

### Студио албуми
- ...And the Wings Embraced Us – 1995
- La Naissance D'Un Rêve – 1997
- Memorandum – 1999
- Burning: A Wish – 2001
- Fall, I Will Follow – 2002
- Ave End – 2004
- Filthy Notes for Frozen Hearts – 2006
- Songs for the Last View – 2008
- The Grandiose Nowhere – 2010
- Antiadore – 2013
- Hope Is Here – 2016
- Bleeding the Stars – 2019[22]
- How to Shroud Yourself with Night – 2022

### Демоси
- The Crown of Leaving – 1997
- The Embrace and the Eclipse – 1998[22]

### Ел Пи
- Again It's Over – 2006
- Acousticadore – 2014[22]

### Сингли
- A Pearl – 2008
- And God's Ocean – 2009
- Lips – 2011
- Father of Fate – 2019[22]

### Компилации
- The Fallen Years	Compilation – 2002[22]

### Видео
- Ave End – 2004
- Amber Girl – 2004
- Again It's Over – 2006
- My Velvet Little Darkness – 2006
- A Pearl – 2008
- And God's Ocean – 2009
- The Letter– 2010
- Lips – 2011
- My Release In Pain – (2013
- Antiadore – 2014
- Hope Is Here – 2016
- Father Of Fate – 2019
- The Kingdom Solicitude – 2019
- I Knew And Will Forever Know – 2020[22]

## Галерия
- Лакримас Профундере на живо в Rockharz 2019
- Джулиън Ларе
- Оливер Николас Шмид
- Доминик Шолц
- Илкер Ерсин